# Rhododendron ponticum
Rhododendron ponticum o rododendro, ojaranzo o revientamulas, es un arbusto de porte medio del orden Ericales, familia de las ericáceas. 

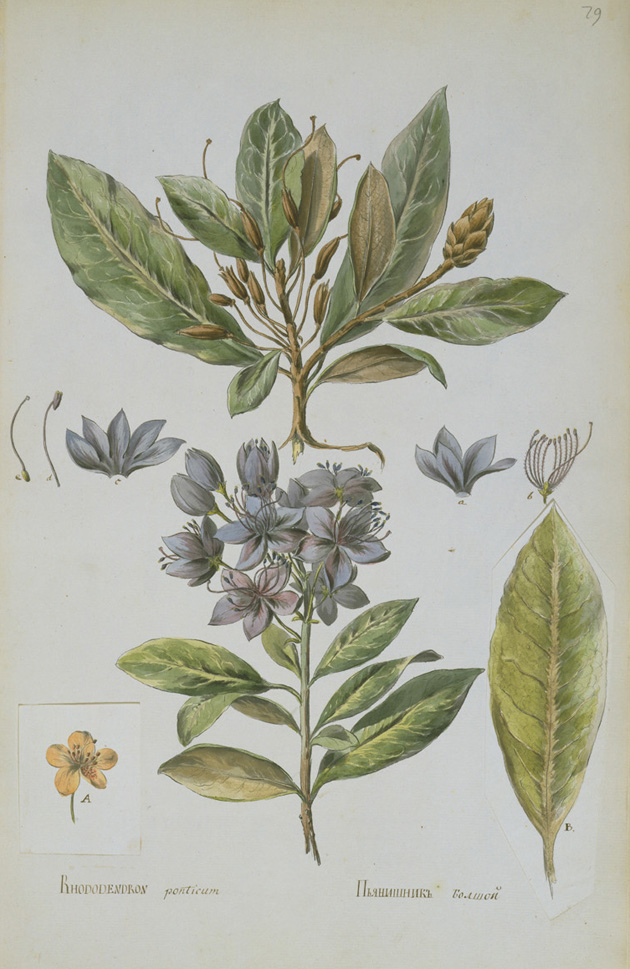
Ilustración

## Descripción
Su característica más llamativa es la presencia de flores grandes, rosas, formando verticilos, hojas lustrosas y coriáceas que permanecen siempre verdes en la planta. Toda la planta contiene alcaloides venenosos para el ganado. Se emplea como planta ornamental, en jardinería.

## Distribución y hábitat
Planta relicta de los bosques de laurisilva del periodo terciario. Posee dos subespecies Rhododendron ponticum subsp. ponticum presente en diversas zonas de Turquía y Rhododendron ponticum subsp. baeticum que vive en los bosques de galería, localmente llamados canutos, del Campo de Gibraltar y la Sierra del Aljibe en el sur de España y en la sierra de Mochique y sierra de Caramulo en Portugal.

## Taxonomía
Rhododendron ponticum fue descrita por Carlos Linneo y publicado en Species Plantarum, Editio Secunda 562. 1762.
Etimología
Rhododendron: nombre genérico que deriva de las palabras griegas ῥόδον, rhodon = "rosa" y δένδρον, dendron  = "árbol".
ponticum: epíteto latino que significa "del Pontus, en la costa norte de Turquía".
Sinonimia
- Anthodendron ponticum Rchb.
- Azalea arborea L.
- Azalea baetica (Boiss. & Reut.) Kuntze
- Azalea gandavensis K.Koch
- Azalea lancifolia (Moench) Kuntze
- Hymenanthes pontica (L.) H.F.Copel.
- Rhododendron gandavense Rehder[3]

## Nombres comunes
- Castellano: azalea de Andalucía, jaranzo, ojaranzo, rododendro.[4]